# TV9 (Malaysia)
TV9 è una rete televisiva malaysiana, proprietà di Media Prima Berhad.